# 1998 XC
1998 XC är en asteroid i huvudbältet som upptäcktes den 21 december 1998 av Beijing Schmidt CCD Asteroid Program vid Xinglong-observatoriet.
Asteroiden har en diameter på ungefär 5 kilometer.